# Kabinett Wilson I
Das Kabinett Wilson I wurde im Vereinigten Königreich am 16. Oktober 1964 von Premierminister Harold Wilson (Labour Party) gebildet. Es löste das Kabinett Douglas-Home ab. Zuvor hatte Wilsons Labour Party die Unterhauswahl vom 15. Oktober 1964 gewonnen und stellte 317 der 630 Abgeordneten im House of Commons, während die bislang regierende Conservative Party nur noch 298 Abgeordnete stellte und 15 Mandate an kleinere Parteien fielen. Die Amtszeit des Kabinetts endete mit der vorgezogenen Unterhauswahl vom 31. März 1966.

## Regierungszeit
Die Labour Party gewann am 16. Oktober 1964 die Parlamentswahlen mit einer Mehrheit von nur 5 Sitzen und Wilson wurde Premierminister. Wilson war bald bekannt dafür, in der Öffentlichkeit Pfeife zu rauchen und seine Ferien stets auf den Scilly-Inseln zu verbringen.
In Wilsons erster Amtszeit gründete die Regierung eine Reihe neuer Universitäten, nach dem damals modernen Architekturstil plate-glass universities („Flachglas-Universitäten“) genannt, darunter z. B. die University of Kent, University of Warwick und University of Bath. Wilson selbst nannte diese scherzhaft “the Baedeker universities”, weil sie überwiegend in (bzw. in der Nähe von) historischen Städten in vergleichsweise wohlhabenden Gegenden errichtet wurden. In der University of Bradford, die 1966 von einer Technischen Hochschule zur Universität erhoben wurde, fungierte Wilson von 1966 bis 1985 als Kanzler.
Die Außenpolitik wurde durch Krisen in zahlreichen ehemaligen britischen Kolonien geprägt, besonders in Rhodesien und Südafrika. Wilson widersetzte sich dem Druck, zur Unterstützung der USA Truppen nach Vietnam zu schicken.

## Minister
Dem Kabinett gehörten folgende Minister an:
| Zugehörigkeit |  | Labour |

| Amt                                                    | Bild                  | Person                              | Partei       | Partei            | Amtszeit          | Amtszeit      |
| ------------------------------------------------------ | --------------------- | ----------------------------------- | ------------ | ----------------- | ----------------- | ------------- |
| Premierminister Erster Lord des Schatzamtes            | Harold Wilson         | Harold Wilson                       |              | Labour Party      | 16. Oktober 1964  | 6. April 1966 |
| First Secretary of State Wirtschaftsminister           | George Brown          | George Brown                        | Labour Party | 16. Oktober 1964  | 6. April 1966     |               |
| Lordpräsident des Rates Leader of the House of Commons |                       | Herbert Bowden                      | Labour Party | 16. Oktober 1964  | 6. April 1966     |               |
| Lordkanzler                                            |                       | Gerald Gardiner, Baron Gardiner     | Labour Party | 16. Oktober 1964  | 6. April 1966     |               |
| Lordsiegelbewahrer                                     | Frank Pakenhan        | Frank Pakenham, 7. Earl of Longford | Labour Party | 18. Oktober 1964  | 23. Dezember 1965 |               |
| Lordsiegelbewahrer                                     | Frank Soskice         | Frank Soskice                       | Labour Party | 23. Dezember 1965 | 6. April 1966     |               |
| Schatzkanzler Zweiter Lord des Schatzamtes             | James Callaghan       | James Callaghan                     | Labour Party | 16. Oktober 1964  | 6. April 1966     |               |
| Außenminister                                          | Patrick Gordon Walker | Patrick Gordon Walker               | Labour Party | 16. Oktober 1964  | 22. Januar 1965   |               |
| Außenminister                                          | Michael Stewart       | Michael Stewart                     | Labour Party | 22. Januar 1965   | 6. April 1966     |               |
| Innenminister                                          | Frank Soskice         | Frank Soskice                       | Labour Party | 18. Oktober 1964  | 23. Dezember 1965 |               |
| Innenminister                                          | Roy Jenkins           | Roy Jenkins                         | Labour Party | 23. Dezember 1965 | 6. April 1966     |               |
| Minister für Landwirtschaft und Ernährung              |                       | Fred Peart                          | Labour Party | 18. Oktober 1964  | 6. April 1966     |               |
| Minister für die Kolonien                              | Tony Greenwood        | Anthony Greenwood                   | Labour Party | 18. Oktober 1964  | 23. Dezember 1965 |               |
| Minister für die Kolonien                              | Frank Pakenhan        | Frank Pakenham, 7. Earl of Longford | Labour Party | 23. Dezember 1965 | 6. April 1966     |               |
| Minister für Beziehungen zum Commonwealth              | Arthur Bottomley      | Arthur Bottomley                    | Labour Party | 18. Oktober 1964  | 6. April 1966     |               |
| Verteidigungsminister                                  | Denis Healey          | Denis Healey                        | Labour Party | 16. Oktober 1964  | 6. April 1966     |               |
| Minister für Bildung und Wissenschaft                  | Michael Stewart       | Michael Stewart                     | Labour Party | 16. Oktober 1964  | 22. Januar 1965   |               |
| Minister für Bildung und Wissenschaft                  | Tony Crosland         | Anthony Crosland                    | Labour Party | 22. Januar 1965   | 6. April 1966     |               |
| Minister für Wohnungsbau und Kommunalverwaltung        | Dick Crossman         | Richard Crossman                    | Labour Party | 18. Oktober 1964  | 6. April 1966     |               |
| Kanzler des Herzogtums Lancaster                       |                       | Douglas Houghton                    | Labour Party | 18. Oktober 1964  | 6. April 1966     |               |
| Minister/in für Überseeentwicklung                     | Barbara Castle        | Barbara Castle                      | Labour Party | 18. Oktober 1964  | 23. Dezember 1965 |               |
| Minister/in für Überseeentwicklung                     | Tony Greenwood        | Anthony Greenwood                   | Labour Party | 23. Dezember 1965 | 6. April 1966     |               |
| Energieminister                                        |                       | Frederick Lee                       | Labour Party | 18. Oktober 1964  | 6. April 1966     |               |
| Minister für Schottland                                |                       | William Ross                        | Labour Party | 16. Oktober 1964  | 6. April 1966     |               |
| Technologieminister                                    |                       | Frank Cousins                       | Labour Party | 16. Oktober 1964  | 6. April 1966     |               |
| Handelsminister                                        |                       | Douglas Jay                         | Labour Party | 16. Oktober 1964  | 6. April 1966     |               |
| Transportminister/in                                   |                       | Tom Fraser                          | Labour Party | 16. Oktober 1964  | 23. Dezember 1965 |               |
| Transportminister/in                                   | Barbara Castle        | Barbara Castle                      | Labour Party | 23. Dezember 1965 | 6. April 1966     |               |
| Minister für Wales                                     |                       | James Griffiths                     | Labour Party | 18. Oktober 1964  | 6. April 1966     |               |